# Mount Cerberus
Mount Cerberus är ett berg i Antarktis. Det ligger i Östantarktis. Nya Zeeland gör anspråk på området. Toppen på Mount Cerberus är 1 980 meter över havet. Mount Cerberus ingår i Olympus Range.
Terrängen runt Mount Cerberus är bergig åt sydost, men åt nordväst är den kuperad. Trakten är obefolkad. Det finns inga samhällen i närheten.